# Cadillac SRX
Cadillac SRX – samochód osobowy typu SUV klasy wyższej produkowany pod amerykańską marką Cadillac w latach 2003–2016.

## Pierwsza generacja

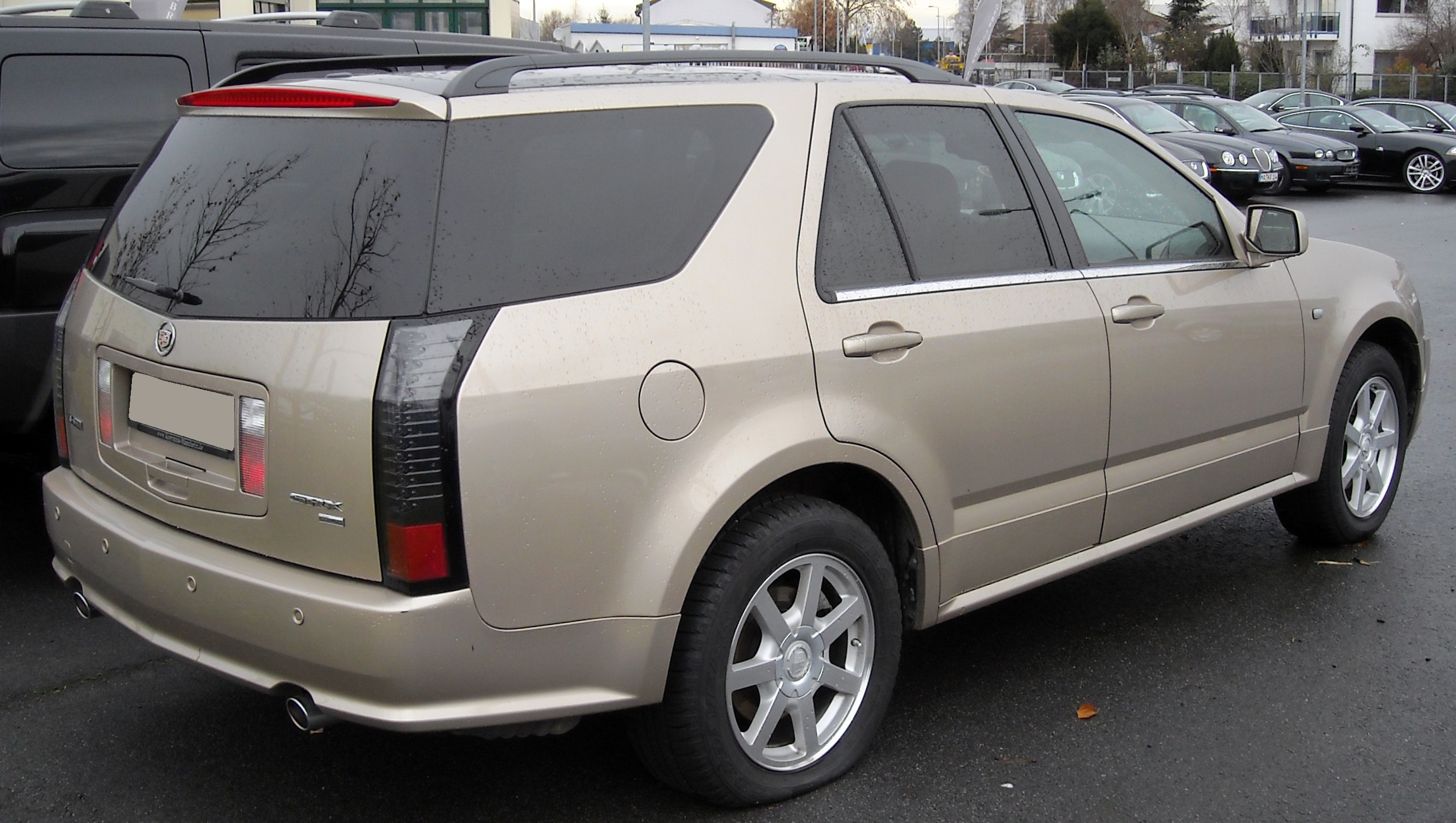
Cadillac SRX I – tył

Cadillac SRX I został zaprezentowany po raz pierwszy w 2003 roku.
SRX został oparty na platformie GM Sigma. W 2004 roku samochód uzyskał tytuł North American Truck of the Year. W 2007 roku auto przeszło face lifting. Zmieniono m.in. wnętrze.

### Wersje wyposażeniowe
- Executive
- Sport Luxury

Standardowe wyposażenie pojazdu obejmuje m.in. system nawigacji satelitarnej, odtwarzacz DVD wraz z ekranami, tempomat, poduszki powietrzne, skórzaną tapicerkę, elektryczne sterowanie szyb, elektryczne sterowanie lusterek, elektrycznie regulowany fotel kierowcy oraz radio satelitarną z wielofunkcyjną kierownicą i system kontroli ciśnienia w oponach.

### Silniki
| V6 3.6 | 3564 | V6 VVT | 258/6500 | 399/2700 | 8,1 | 201 |
| V8 4.6 | 4565 | V8 VVT | 325/6500 | 427/4400 | 7,4 | 225 |

## Druga generacja

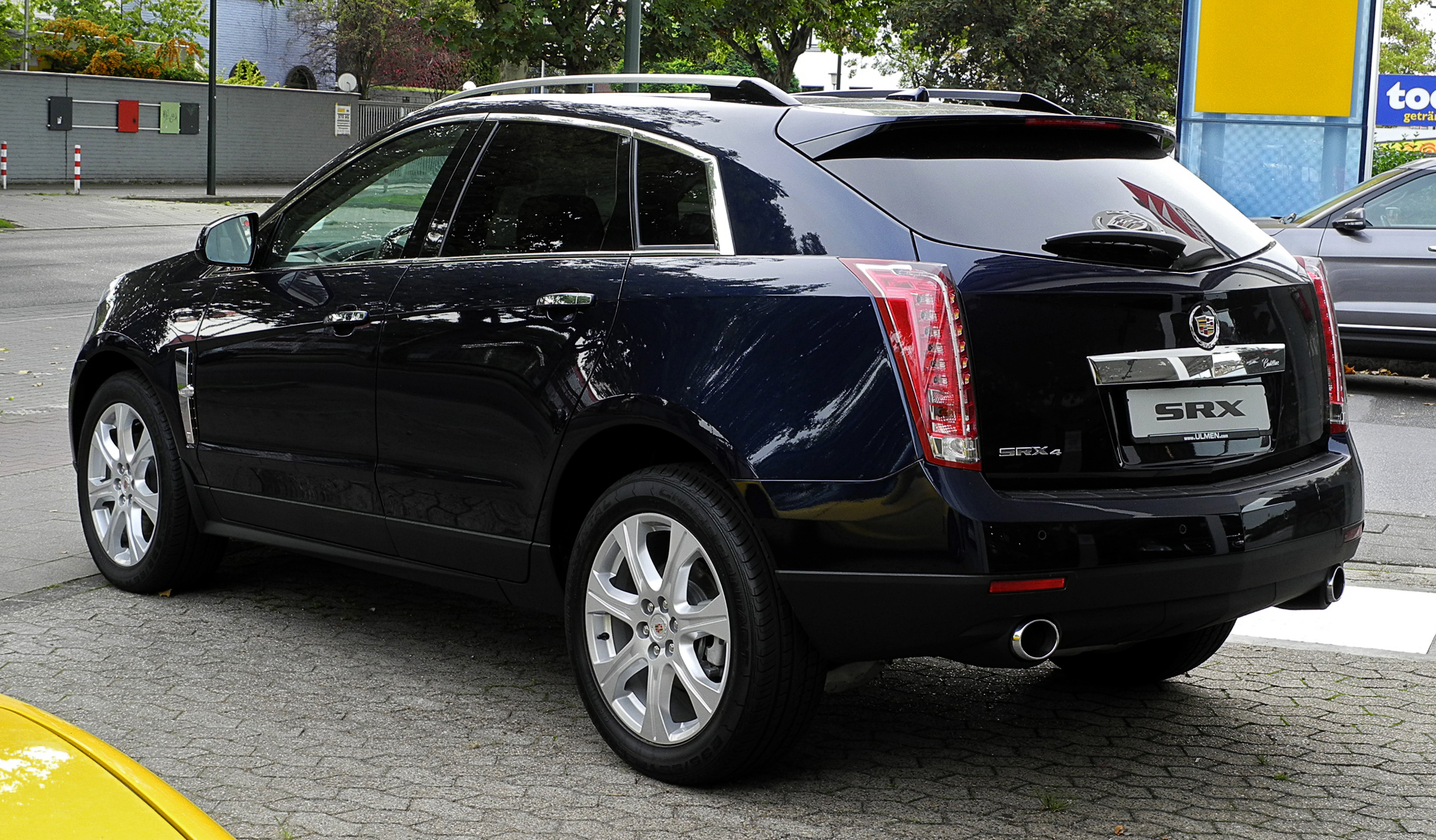
Cadillac SRX II – tył

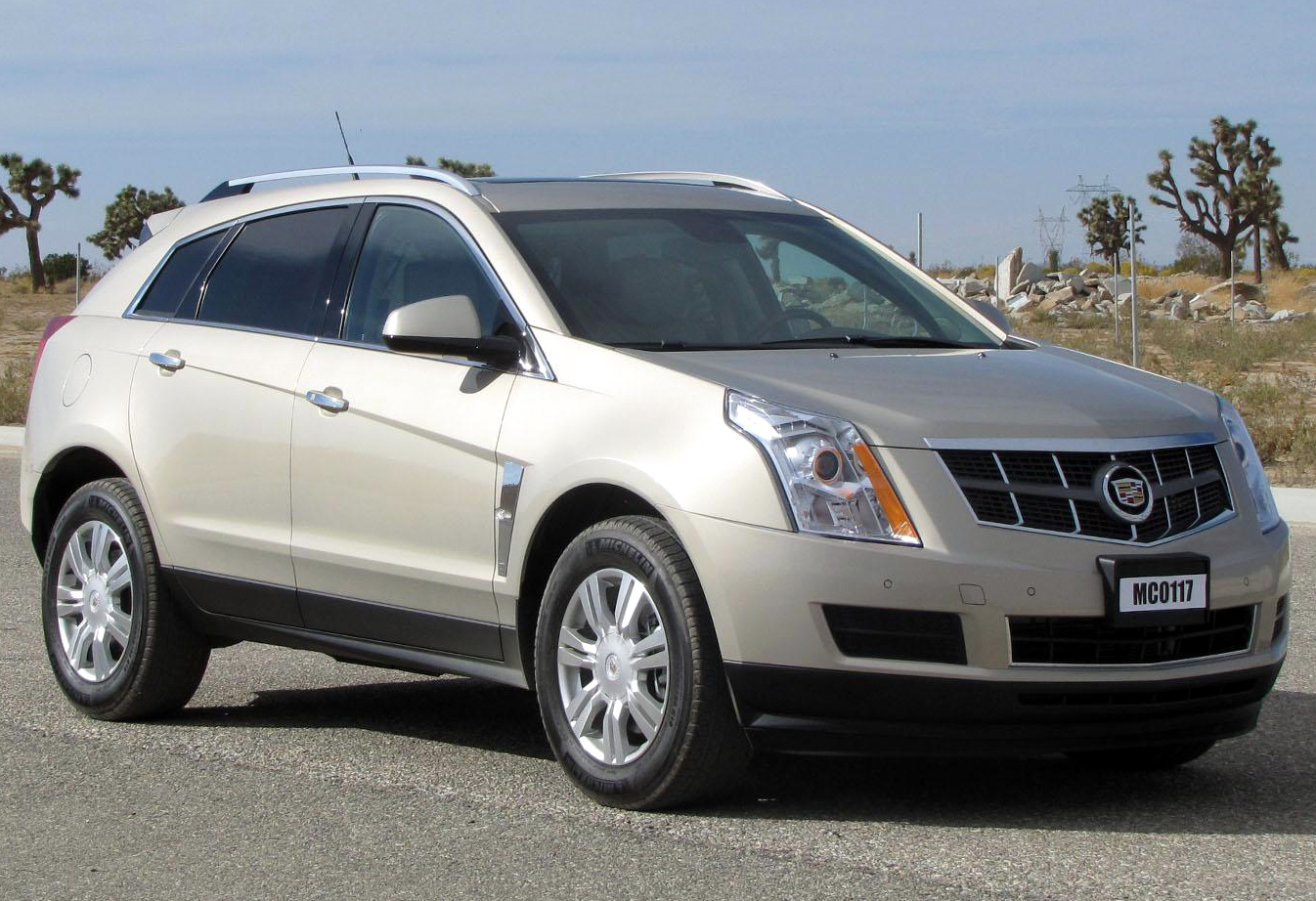
Cadillac SRX II po liftingu

Cadillac SRX II został zaprezentowany po raz pierwszy w 2009 roku.
Druga generacja miała swoją premierę podczas targów motoryzacyjnych w Detroit w 2009 roku. Pojazd zbudowany został na płycie podłogowej GM Epsilon II. Studyjną zapowiedzią był prototyp Provoq. W 2011 roku wprowadzono do produkcji bliźniaczą odmianę produkowaną przez szwedzką markę Saab jako model 9-4X jednak z powodu bankructwa firmy auto produkowano do 2012 roku. W tym czasie wyprodukowano 573 egzemplarze.

### Lifting
W 2012 roku auto przeszło face lifting. Zmieniono m.in. atrapę chłodnicy, kształt bocznych wlotów powietrza, nowe reflektory przednie ze zintegrowanymi światłami do jazdy dziennej z diodami LED oraz dodano nowy wzór 20-calowych alufelg. We wnętrzu pojazdu zmodernizowano m.in. konsolę środkową z multimedialnym zestawem CUE, nową kierownicą, zegarami i drążkiem zmiany biegów. Przy okazji liftingu pojazd doposażono w system aktywnej redukcji hałasu, panoramiczny dach, aktywny tempomat oraz system automatycznego hamowania. Dodano także nową jednostkę napędową o pojemności 3.6 l w układzie V6 o mocy 312 KM.

### Koniec produkcji i następca
W 2015 roku Cadillac podjął decyzję o wycofaniu z użytku nazwy SRX na rzecz zupełnie nowego modelu. Podczas targów motoryzacyjnych w Los Angeles 2015 zaprezentowano model XT5, który zastąpił SRX w ofercie poczynając od 2016 roku.

### Wersje wyposażeniowe
- Luxury
- Sport Luxury
- Premium
- Performance
- Performance Collections

Standardowe wyposażenie pojazdu obejmuje m.in. przednie, boczne i kurtynowe poduszki powietrzne, ABS, ESP, system odłączania pedałów w momencie kolizji, system nawigacji z wysuwanym z konsoli środkowej ekranem dotykowym, system multimedialny z wbudowanym twardym dyskiem i osobnymi monitorami dla pasażerów tylnej kanapy, dwustrefową klimatyzację automatyczną, aktywne światła oraz elektrycznie otwieraną klapę bagażnika.

### Silniki
- V6 2.8 Turbo 300 KM
- V6 3.0 265 KM
- V6 3.6 308 KM
- V6 3.6 312 KM